# 50/50 (film)
50/50 – amerykański komediodramat z 2011 roku w reżyserii Jonathana Levine'a opowiadający o przełomowych, trudnych, i ważnych chwilach w życiu pewnego młodego człowieka. Film jest luźno oparty na przeżyciach scenarzysty, Willa Reisera. W rolach głównych wystąpili Joseph Gordon-Levitt i Seth Rogen. Nominowany dwukrotnie do złotych globów za 2012 rok w dwóch kategoriach: najlepsza komedia lub musical i najlepszy aktor w komedii lub musicalu: Joseph Gordon-Levitt.

## Fabuła
Film opowiada o Adamie (Joseph Gordon-Levitt), 27-letnim autorze programów radiowych, który dowiaduje się, że cierpi na rzadką formę raka. Z pomocą najlepszego przyjaciela Kyle’a (Seth Rogen), swojej matki (Anjelica Huston) oraz młodej terapeutki Katherine (Anna Kendrick) Adam odkrywa kto i co jest najważniejsze w jego życiu.

## Obsada
- Joseph Gordon-Levitt jako Adam Lerner
- Seth Rogen jako Kyle
- Anna Kendrick jako Katherine „Katie” McKay
- Bryce Dallas Howard jako Rachael
- Anjelica Huston jako Diane Lerner
- Serge Houde jako Richard Lerner
- Andrew Airlie jako Dr. Ross
- Matt Frewer jako Mitch Barnett
- Philip Baker Hall jako Alan Lombardo
- Donna Yamamoto jako Dr. Walderson
- Sugar Lyn Beard jako Susan
- Yee Jee Tso jako Dr. Lee
- Sarah Smyth jako Jenny
- Peter Kelamis jako Phil
- Jessica Parker Kennedy jako Jackie
- Daniel Bacon jako Dr. Phillips
- P. Lynn Johnson jako Bernie
- Laura Bertram jako Claire